# 小行星5420
小行星5420（英語：5420 Jancis）是一颗围绕太阳公转的小行星。1982年5月15日，埃莉諾·赫琳、尤金·舒梅克、P. D. Wilder在帕洛马山发现了此天体。
这颗小行星的绝对星等为258.11264等。